# 奥澤秀人
奥澤 秀人（おくざわ ひでと、1981年9月21日 - ）は、シルク・ドゥ・ソレイユのコルテオで活躍する日本のパフォーマー。

## 人物概要
- 群馬県桐生市相生町出身。小学3年生から地元の体操教室で体操を始める。
- 全国中学校大会で跳馬優勝。群馬県立桐生工業高等学校時代にはインターハイや国体に出場。インターハイ個人総合2位。国体関東ブロック個人総合5位。高校卒業後は日本体育大学体操競技部へ進学し、大学卒業後は日体スワローに所属。
- コルテオスペシャルサポーターの米田功が出場した大会への出場経験もある。

- 横浜市でレストランのウェイターをしながら世田谷の体操教室でコーチをしていた。体操で生計が立てられない事から、鍛えていた体を活かそうと消防士(または警察官)を目指すが結果は不合格。2005年のアレグリア2の東京公演を観たことがきっかけで同年の冬に日本初のシルク・ドゥ・ソレイユのオーディションを受け、合格。「失うものは何もない」と単身カナダへ渡る。

- オーディションでは「ロープ登り」「トランポリン」「鉄棒」などの他、「創作ダンス」「動物のまね」「ロックスター」「歌」などの課題があり歌はどんぐりころころを披露した。慣れない海外生活の上に(洗濯機の使い方すら分からず)[1]英語が全く出来ない状態で携帯電話もパソコンもない生活だったが、2006年4月モントリオールでの7〜8か月間の訓練(ゼネラル・トレーニング)の末2006年11月の米ワシントン公演からコルテオに出演している。
- 本部の芸術コーチにクラウンの素質があると見抜かれていた。奥澤はインプロヴィゼーション(即興)のクラスが得意で、いつも笑いと和みでクラスを包んでいた。スカウトマンのイヴ・シェリフには「誰もが秀人を好きになる」と語られている。[2]

- 2008年のオタワ公演の時に小栗旬が「メジャーリーガーみたいな感じですごく夢がある」と語った。のちに特番[3]でもキャイ〜ン天野ひろゆきからも「メジャーリーガーみたい」と言われる。
- 体操教室での生徒からの愛称は「奥澤先生」のほか「奥ちゃん」
- 「奥沢」と間違われる事が多い。
- 好きな日本食は納豆。
- 子供の頃に得意だった科目は体育と家庭科。
- 気分転換に買い物や映画観賞や観光をしている。
- 好きな言葉は「余裕を持つ」
- 日本各公演が終了した後の休暇を利用して、縁のある体操教室や母校など挨拶回りをしている。母校では急遽、後輩達へ講演会を行った。
- 左耳にピアスをしている。(ステージ上では外す)
- 友人でもあるコルテオアーティストのセルゲイ・コレスコニフとはモントリオールのトレーニング時代からの付き合い。セルゲイからは「おもしろい奴」だと言われている。[4]
- 今では移動生活が好きで様々な文化に触れる事なども楽しんでいる。

## 演目・役
- パフューマー - 日本公演のオリジナルキャラクターであり、もう一人の案内役。パフューマーでのセリフは自分で考えていて時折、変更していた。
- ツアーニク - 箱形鉄棒に8人のアーティストで奏でる鉄棒技。
- リトル・ホース - 2人のアーティストで構成されたパントマイムの馬。
- リトル・エンジェル - 主人公のクラウンを見守る案内役。
- バウンシング・ベッド - 2台のベッドの上を飛び跳ねる離れ業。日本公演ではパフューマー役の為、参加していない。